# Samsung Galaxy J5 Prime
El Samsung Galaxy J5 Prime es un teléfono inteligente Android que fue fabricado por la empresa coreana Samsung Electronics. Samsung anunció su salida al mercado en septiembre de 2016.

## Especificaciones

### Hardware
El Samsung Galaxy J5 Prime funciona con un SoC Samsung Exynos 7570 que incluye un CPU ARM Cortex-A53 de cuatro núcleos de 1.4GHz de con una pantalla HD de 5 pulgadas, procesador quad-core a 1.4GHz con un GPU Mali-T720 MP2 con 2 GB de RAM y 16 GB de almacenamiento interno expandible hasta 512 GB con una tarjeta microSD. 
Tiene una pantalla PLS TFT de 5.0 pulgadas con la resolución de 720 x 1280 píxeles. La cámara trasera de 13 MP con una apertura de f/1.9 y cuenta con autofoco y flash Led. La cámara frontal de 5 MP con una apertura de f/2.2 y cuenta con flash Led.

### Software
El Galaxy J5 Prime se envía con Android 6.0 Marsshmallow y la interfaz de usuario Touchwiz.